# Рогінський Яків Якович
Яків Якович Рогінський (рос. Яков Яковлевич Рогинский, 1895—1986) — радянський російський антрополог, доктор біологічних наук, професор МГУ. Основні праці по проблемах антропогенезу, расознавства, морфології людини.

## Нагороди
Нагороджений орденом «Знак Шани» і медалями.